# Episodi di Ho sposato uno sbirro (seconda stagione)
La seconda stagione di Ho sposato uno sbirro è stata trasmessa in prima visione in Italia su Rai 1 dal 9 settembre al 18 novembre 2010.
| nº | Titolo                | Prima TV Italia   |
| -- | --------------------- | ----------------- |
| 1  | Una dolce vita        | 9 settembre 2010  |
| 2  | Missione tata         | 9 settembre 2010  |
| 3  | L'amore che non muore | 14 settembre 2010 |
| 4  | Solo come un cane     | 14 settembre 2010 |
| 5  | Il ritorno del mito   | 16 settembre 2010 |
| 6  | Qualcosa di bello     | 16 settembre 2010 |
| 7  | Una piccola sorpresa  | 23 settembre 2010 |
| 8  | La cattiva strada     | 23 settembre 2010 |
| 9  | Intrighi e veleni     | 30 settembre 2010 |
| 10 | Condominio            | 30 settembre 2010 |
| 11 | Il ritorno dell'ex    | 7 ottobre 2010    |
| 12 | Testimoni di nozze    | 7 ottobre 2010    |
| 13 | Pausa pranzo          | 14 ottobre 2010   |
| 14 | Il pentito            | 14 ottobre 2010   |
| 15 | Vigilia di Natale     | 21 ottobre 2010   |
| 16 | Vecchio conio         | 21 ottobre 2010   |
| 17 | Un bravo ragazzo      | 28 ottobre 2010   |
| 18 | Non è un gioco        | 28 ottobre 2010   |
| 19 | Sotto protezione      | 4 novembre 2010   |
| 20 | Una figlia            | 4 novembre 2010   |
| 21 | Istinti               | 11 novembre 2010  |
| 22 | Scoop                 | 11 novembre 2010  |
| 23 | Se l'amore chiama     | 18 novembre 2010  |
| 24 | Giù la maschera       | 18 novembre 2010  |

## Una dolce vita
- Diretto da:
- Scritto da:

### Trama
Stella sta per partorire ma Diego non può portarla in ospedale perché la sua auto è bloccata da un'altra vettura parcheggiata in seconda fila. Mentre Stella urla per il dolore, Diego riconosce un ladro di macchine e lo ferma: anche lui vuole correre in ospedale perché sua moglie sta per mettere al mondo il loro sesto figlio. Diego, Stella e il ladro prendono un taxi e arrivano tempestivamente in ospedale: Stella dà alla luce due meravigliose gemelle, Chiara e Camilla.
A questo punto la narrazione riprende sei mesi dopo: la coppia di sbirri ha dovuto cambiare casa per problemi di spazio; Stella non vede l'ora di ritornare a lavorare, anche se c'è il problema di badare alle due figlie.
Linda Martani, un'attrice rampante, viene assassinata dopo aver ricevuto lettere minatorie e dopo aver subito il sabotaggio di un'arma sul set. Del caso si occupano i nostri: al commissariato arriva una nuova poliziotta, Barbara Castello, che litiga con Diego senza sapere di avere davanti un suo superiore. Linda Martani, prima di morire, stava recitando in un film diretto da un regista con cui qualche mese prima aveva avuto una relazione; Linda era fidanzata con un fotografo e aveva un figlio di pochi mesi.
- Altri interpreti: Serena Bonanno
- Ascolti Italia: telespettatori 4.691.000 - share 18,45%[1]

## Missione tata
- Diretto da:
- Scritto da:

### Trama
Diego ha richiesto dei mesi aggiuntivi di maternità per Stella senza però dirle nulla. Stella quando lo scopre va su tutte le furie e ritorna ugualmente a lavorare. Per i due coniugi è quindi necessario trovare una tata che si occupi di Chiara e Camilla. La prima ragazza a cui viene affidato l'incarico si rivela incompetente, e viene licenziata da Stella. Con l'aiuto delle rispettive madre, i due sbirri iniziano a selezionare, in una sorta di casting, la futura tata della famiglia Santamaria, ma trovare la persona giusta sarà un compito assai impegnativo. Una studentessa universitaria si trova a tarda sera nella biblioteca accademica, e trova un foglio contenente un'offesa diretta nei suoi confronti. Poco dopo, un uomo la aggredisce, la spinge dentro a uno stanzino, la picchia selvaggiamente e la stupra. Il mattino seguente, alcuni studenti trovano la ragazza sanguinante e in stato di shock, e chiamano subito l'ambulanza. I nostri indagano: uno dei professori della vittima è noto per essere particolarmente sensibile al fascino femminile, e il fidanzato della ragazza è molto geloso, al punto che non voleva che lei venisse a Roma per frequentare l'università. Diego va a fare un sopralluogo nella casa della giovane, e nota che la ragazza ha molti più soldi rispetto agli studenti universitari con cui condivideva l'appartamento in affitto. Nella sua stanza c'è un computer con una webcam: la ragazza faceva degli spogliarelli su internet a pagamento, e il colpevole potrebbe essere proprio uno dei frequentatori del sito.
- Ascolti Italia: telespettatori 4.103.000 - share 21,60%[1]

## L'amore che non muore
- Diretto da:
- Scritto da:

### Trama
Stella è in piena crisi post-parto e Diego non sa che pesci prendere, per fortuna che c'è Lojacono che sentenzia: "Stella deve tornare a sentirsi donna e non solo mamma". Intanto i nostri indagano su un omicidio in una scuola di danza, la vittima è un anziano vetturino prossimo alle nozze con la sua compagna di ballo. Stella resta affascinata dal mondo del tango e si iscrive alla scuola sperando che Diego la segua, ma lui non ci pensa proprio! Così Stella assolda come compagno di ballo il suo amico pediatra Giovanni. Diego è gelosissimo e, tra un'indagine e l'altra, comincia a ballare il tango di nascosto, sperando di riconquistarla.

## Solo come un cane
- Diretto da:
- Scritto da:

### Trama
È arrivato il momento di pensare al battesimo delle bambine e, mentre i nostri discutono di padrini e bomboniere, arriva la notizia che è stato trovato un cadavere. Si tratta di un noto professore inglese che stava collaborando con il Museo d'Arte Orientale. Si indaga allora sui furti d'arte internazionali, ma il caso in questione porta ai nostri anche un fardello materiale: si tratta dell'ingombrante San Bernardo, trovato a casa della vittima, che entra a far parte della famiglia Santamaria.
Diego è particolarmente sotto pressione diviso tra famiglia e indagini tanto che Lorenza gli offre le chiavi della sua casa al mare per distendersi un po'.
Il caso è risolto, il battesimo è stato un trionfo ma i regali, specialmente quello di Lojacono, sono davvero impresentabili e poi c'è Lorenza che chiede indietro a Diego le chiavi della casa al mare e Stella non la prende affatto bene.

## Il ritorno del mito
- Diretto da:
- Scritto da:

### Trama
Stella si sente in colpa per non aver capito che Diego era sotto pressione. Allora cerca di recuperare tentando di ritrovare quell'intimità e quella passione che l'arrivo delle gemelline aveva per forza di cose attenuato.
Intanto, i due sbirri indagano sull'aggressione di una cantante, Angelica Rande, e sul rapimento di sua figlia.
- Altri interpreti: Giorgia Würth

## Qualcosa di bello
- Diretto da:
- Scritto da:

### Trama
Stella è già uscita e Diego aspetta Mimma cui affidare le gemelle. Tuttavia, Mimma è malata e Diego è costretto a occuparsi delle bambine e non trova di meglio che portarsele in Commissariato, all'insaputa di Stella.
Clarissa, la madre di Stella, viene aggredita nella sua galleria d'arte. Nello stesso luogo un artista viene ferito.
- Altri interpreti: Isabelle Adriani

## Una piccola sorpresa
- Diretto da:
- Scritto da:

### Trama
Stella parte con le bambine e Clarissa per la Germania; intanto Diego, rimasto solo, indaga su una rapina apparentemente strana. Questo caso porta Diego a conoscere un bambino, figlio d'un albanese, che non ha intenzione di dire il suo nome e lega molto con Lorenza. Alla fine si scoprirà che il padre del bambino il cui nome è Nicolas è morto in un cantiere e che la rapina era tutta calcolata dal figlio e dal proprietario della gioielleria per non pagare il pizzo.

## La cattiva strada
- Diretto da:
- Scritto da:

### Trama
Diego e Stella indagano sulla morte di un uomo trovato ucciso nel bar il primo sospettato è il fratello di Castello, intanto Diego è costretto a vendere la sua moto per poter comprare una macchina nuova.
- Altri interpreti: Rocco Ciarmoli, Riccardo Angelini

## Intrighi e veleni
- Diretto da:
- Scritto da:

### Trama
Un commendatore muore nel suo letto. A prima vista sembra essere infarto, ma il dubbio della sua infermiera porta Diego e tutta la squadra a fare un'autopsia e si scopre morto per veleno. Gli unici che potevano avere l'eredità della vittima sono i tre nipoti, che sembrano avere tutti un alibi, ma si scoprirà che sono stati loro ad avvelenarlo con un veleno messo nei fiori. Intanto Stella e Diego devono occuparsi di Nicolas, che è stato affidato a loro, e di festeggiare il loro anniversario, in quanto Diego ha litigato con entrambe le nonne delle gemelle.
- Altri interpreti: Elena Ossola, Emiliano Coltorti, Carlo Gabardini

## Condominio
- Diretto da:
- Scritto da:

### Trama
Il colonnello del condominio di Lojacono viene trovato morto, si scoprirà che l'assassino è il signore dell'appartamento a fianco.
Intanto Stella, rincontrando la sua vecchia amica di liceo, fa pensare a Diego di non essere contenta della vita che hanno.
- Altri interpreti: Nathalie Guetta, Lorenzo Zurzolo, Riccardo Angelini, Pietro Pulcini

## Il ritorno dell'ex
- Diretto da:
- Scritto da:

### Trama
È il compleanno di Lorenza, Diego e Nicholas decidono di fare un mazzo di 24 rose. Appena arrivati davanti alla porta di casa sua vedono uscire insieme a Lorenza Stefano il suo ex fidanzato che è ritornato a stare insieme con lei. Nel frattempo in un parcheggio viene ritrovata il cadavere di una ragazza che lavorava al INCOSS. L'unica traccia che hanno trovato che aveva un dito sporco. Così si inizia a sospettare del suo ex fidanzato Tommaso Giovanetti che racconta che Mara aveva più importanza del suo lavoro. Lojacono ha trovato il proprietario della macchina che stava vicino alla vittima e Diego controllando intorno al veicolo scoprono che la ragazza ha lasciato un indizio scrivendo la lettera T. Diego non convince che sia stato il suo ex perché la sua macchina non ha avuto nessun incidente. Dopo aver festeggiato il compleanno Nicholas ruba il portafoglio a Stefano che confesserà che lo doveva controllare. Diego scopre che Stella era stata fidanzata con Giovanni il suo vicino di casa ai tempi della scuola. Stella scopre che Siniscalchi mette ogni anno da un viaggio premio a New York al miglior broker e un sostanzioso portafoglio di 3 milioni d'euro. Oltre alla vittima era favorito anche Luigi Benelli volendola danneggiare che aver tolto i suoi clienti. Ma Benelli racconta che si era licenziato perché si era stufato della INCOSS. Diego insieme a Nicholas vanno  al cantiere dove lavora Stefano e il custode racconta che deve i soldi e non si fa vedere da parecchio tempo. Lojacono scopre che Stefano ha rischiato un fallimento per una bega legale per motivo si era esposto con le banche e non riesce a vendere le case e vuole risolvere i problemi con l'aiuto di Lorenza. Diego interroga Siniscalchi e lui rivelerà che era innamorata di Mara e aveva prenotato un volo per due a New York. Tornando a casa Diego scopre che Stella ha un appuntamento con Giovanni ad una gala di cena per dei pittori coreani. Diego ritorna al cantiere e restituisce il portafoglio a Stefano e racconta dei suoi problemi ma ha paura di dire la verità a Lorenza. Intanto nell'indagine si scopre che nella lista di volo per New York è stato prenotato un solo biglietto a Siniscalchi e si scopre che qualcuno lo amava ovvero la segretaria Tina che era in quanto era molto gelosa e sottraeva i clienti alla vittima. intanto Stefano si presenta da Lorenza raccontandogli tutta la verità ma riceve una sberla e se ne va.

## Testimoni di nozze
- Diretto da:
- Scritto da:

### Trama
A Roma arrivano i cugini di Diego che devono sposarsi e questo comporta entrambe le coppie ad avere dubbi ma allo stesso tempo a capire di amarsi. Intanto viene trovata morta una donna; il primo sospettato è Branca il quale è stato l'amante della donna e ufficialmente l'ultimo ad averla vista viva. Successivamente si scoprirà che l'assassino è stato lo stesso marito.
- Altri interpreti: Gianluca Fubelli, Lavinia Longhi, Francesco Mariottini

## Pausa pranzo
- Diretto da:
- Scritto da:

### Trama
Viene trovato morto nel suo studio il signor Conti. Si scoprirà alla fine che si è suicidato lasciando però numerosi indizi per far accusare del suo omicidio il suo capo, De Santis, che nell'ultimo periodo gli aveva fatto mobbing, togliendogli tutti i lavori e isolandolo, allo scopo di portarlo alle dimissioni.
Nel frattempo Erminia ha una relazione ma ha paura di dirlo a Diego e perfino Stella le regge il gioco.

## Il pentito
- Diretto da:
- Scritto da:

### Trama
A Roma arriva l'amico di infanzia di Diego, Riccardo, il quale anche lui lavora in polizia e doveva proteggere un pentito sotto protezione. Questo pentito purtroppo muore e a questo agguato s'aggiungono la vendita della casa di Diego e Stella e la gelosia di Lojacono nei confronti di Riccardo.
- Altri interpreti: Nino Frassica, Stefano Natale, Dario Cassini

## Vigilia di Natale
- Diretto da:
- Scritto da:

### Trama
È la vigilia di Natale a Roma ma Diego e Stella prima devono occuparsi dell'avvelenamento d'un principe. Il nipote crede di essere il colpevole perché lo ha chiesto come regalo in una letterina a Babbo Natale; ma poi si scoprirà che il vero colpevole è Caterina, la loro domestica. Finalmente si può festeggiare la vigilia, con tutti i protagonisti riuniti sotto lo stesso tetto.
- Altri interpreti: Cosimo Cinieri, Milena Mancini

## Vecchio conio
- Diretto da:
- Scritto da:

### Trama
Nel 2001 la morte di un vigilante porta ora il suo ritrovamento e alla ricomparsa del vecchio commissario che insegnò a Diego e a Lojacono come essere poliziotti; Lorenza però non lo può soffrire e lo vorrebbe fuori dalle indagini. Nonostante questo però si scopre che il vigilante morto era innocente, salvandogli così l'onore che era infangato fino a adesso. E tutto solo per una moneta della zecca sbagliata.
Intanto Stella trova per caso un anello nella tasca della giacca di Diego e provandolo le si incastra nel dito e per sbaglio fa cadere la custodia; Diego lo trova vuoto e pensa che sia stato ingerito da una delle gemelle. La madre di Stella la convince che se non glielo regalerà e invece le porterà dei fiori vuol dire che ha un'altra. E ovviamente Diego fa proprio così e quindi Stella si arrabbia e gli fa passare il Capodanno fuori.
- Altri interpreti: Paolo Ferrari, Giovanni Guidelli, Massimo De Lorenzo

## Non è un gioco
- Diretto da:
- Scritto da:

### Trama
Mentre l'intera famiglia Santamaria sta facendo un picnic, una donna misteriosa osserva di nascosto Nicholas. In quel momento il questore telefona a Diego, chiedendogli di passare in questura per prendere delle pratiche. Diego, costretto da Erminia e da Stella a trascorrere più tempo in famiglia e a dedicarne di meno al lavoro, telefona a Lojacono per farlo andare in questura al suo posto. Lojacono, in gita sul battello insieme a sua moglie Vittoria, accetta non senza qualche difficoltà. Ma proprio durante il tragitto dalla questura, Lojacono viene aggredito da qualcuno e trasportato in ospedale. Fortunatamente il poliziotto è fuori pericolo, non si ricorda di chi lo ha colpito alle spalle, soltanto che persona era uscita da un portone di metallo, ma niente di più. Le indagini portano a scoprire che Lojacono, dopo essere passato dalla questura, era stato testimone del furto di un negozio. Intanto Lojacono ha un'amnesia temporanea che lo porta a dimenticare chi sia sua moglie, scambiandola per Stella. Lojacono per la verità vuole pure vendicarsi di Diego, sfruttando i suoi sensi di colpa per averlo mandato al posto suo in questura, e così lo costringe a prendersi cura di lui durante la sua convalescenza. Stella si accorge intanto della presenza della ragazza misteriosa che continua a seguire la sua famiglia, e scopre che è la madre di Nicholas. Per Stella e Diego è un duro colpo.
- Altri interpreti: Adriano Chiaramida, Paolo Romano

## Sotto protezione
- Diretto da:
- Scritto da:

### Trama
Lorenza viene minacciata di morte. Diego e la sua squadra devono trovare il colpevole e nello stesso tempo devono proteggere la PM. Così Lorenza viene messa sotto protezione in un luogo sicuro e guardata a vista.
- Altri interpreti: Dar'ja Bajkalova

## Una figlia
- Diretto da:
- Scritto da:

### Trama
Durante una gita al mare con tutta la famiglia viene trovato morto un ragazzo che si trovava sul bus con loro. Si scopre poi che era d'accordo con Ilaria, che veniva avvisata dal suo ragazzo Pietro per fare poi dei furti nelle case dei partecipanti alla gita. E infatti anche la casa di Diego e Stella viene "visitata", ma trovano un cellulare che è sicuramente del ladro. Risalgono quindi a Ilaria, che si scopre essere la figlia di un onorevole.
Andando avanti con le indagini scoprono che Pietro voleva ricattare l'onorevole Cantilli perché aveva scoperto che non era la sua vera figlia. In effetti, è stato proprio lui il mandante dell'omicidio di Pietro.
Nel frattempo Inga, la cugina di Stella che è venuta a trovarla, s'invaghisce di Diego e trova ogni scusa per strusciarsi addosso a lui. Diego avvisa Stella ma non gli crede. Alla fine si scopre la verità e viene quindi allontanata da casa.
- Altri interpreti: Sascha Zacharias, Riccardo Polizzy Carbonelli

## Istinti
- Diretto da:
- Scritto da:

### Trama
Stella entra in un negozio e assiste a una rapina lasciando le bimbe a una signora. Quando Diego lo scopre si arrabbia con la moglie.

## Scoop
- Diretto da: Giorgio Capitani
- Scritto da:

### Trama
Un giornalista d'assalto viene trovato in fin di vita in una sauna. Pare si tratti di tentato omicidio. Diego indaga sulla misteriosa inchiesta su cui l'uomo stava lavorando.
- Altri interpreti: Roberto Zibetti, Emanuele Salce, Cinzia Molena

## Se l'amore chiama
- Diretto da:
- Scritto da:

### Trama
Un ragazzo di diciassette anni è scomparso. Per Diego la chiave del mistero è la fidanzata del giovane. Le indagini ruotano attorno a un giro di discoteche aperte anche di mattina e stracolme di ragazzi che saltano la scuola.
Intanto, Stella aspetta un altro figlio.
- Altri interpreti: Nadir Caselli, Renato Liprandi, Josafat Vagni, Alessandro Tersigni

## Giù la maschera
- Diretto da:
- Scritto da:

### Trama
Un uomo in costume da legionario viene trovato ucciso nel centro storico. S'indaga nel racket del turismo romano, tra ambulanti e abusivi, alla ricerca del "Grande Capo" che ne tira le fila. Intanto, Stella decide di lasciare la polizia.
- Altri interpreti: Clemente Pernarella, Lavinia Biagi, Francesco Scali, Mohamed Zouaoui